# アンヌ・ドルレアン (1938-)
アンヌ・ドルレアン（フランス語: Anne d'Orléans, 1938年12月4日 - ）は、カラブリア系両シチリア王家家長・スペイン王子カルロスの妃。スペイン語名はアナ・デ・オルレアンス・イ・オルレアンス＝ブラガンサ（Ana de Orleans y Orleans-Braganza）、イタリア語名はアンナ・ドルレアンス（Anna d'Orléans）。

## 経歴
フランスのオルレアニスト王位請求者相続人のパリ伯アンリとその妻イザベル（ブラジル皇子およびグラン・パラ公ペドロ・デ・アルカンタラの長女）の間の三女（第5子）として生まれた。若年期はモロッコ、スペイン、ポルトガルを転々として過ごした。 
ブルガリア王シメオン2世と恋仲に陥ったが、教皇庁はカトリック信徒以外との結婚を認めなかったため、二人の関係は破局せざるを得なかった。
1962年にアテネで行われたスペインのフアン・カルロス王子（後のスペイン王フアン・カルロス1世）とギリシャ王女ソフィアの結婚式に出席した頃から、幼馴染みであったカラブリア公爵家の嗣子でスペイン王室の一員であるカルロスと交際するようになった。父アンリがカルロスの父アルフォンソの両シチリア王位請求を認めていなかったために結婚への道筋は難航したが、最終的にアンリの譲歩によって二人の結婚は認められた。1965年5月11日にルーヴシエンヌで法律婚の手続きを行い、翌5月12日にドルーのサン＝ルイ王室礼拝堂で宗教婚の結婚式を挙げた。

## 子女
カルロスとの間に1男4女を儲けた。
- クリスティーナ（1966年 - ）　1994年にペドロ・ロペス＝ケサーダ・イ・フェルナンデス＝ウルティアと結婚
- マリア（英語版）（1967年 - ）　1996年にオーストリア大公ジメオン（ルドルフ大公の次男）と結婚
- ペドロ（1968年 - ）　ノト公、2001年にソフィア・ランダルーセ・イ・メルガレホと結婚
- イネス（1971年 - ）　2001年にナポリ貴族のライアーノ侯爵ミケーレ・カレッリ・パロンビと結婚
- ビクトリア（1976年 - ）　2003年にギリシャ人海運業者マルコス・ノミコスと結婚

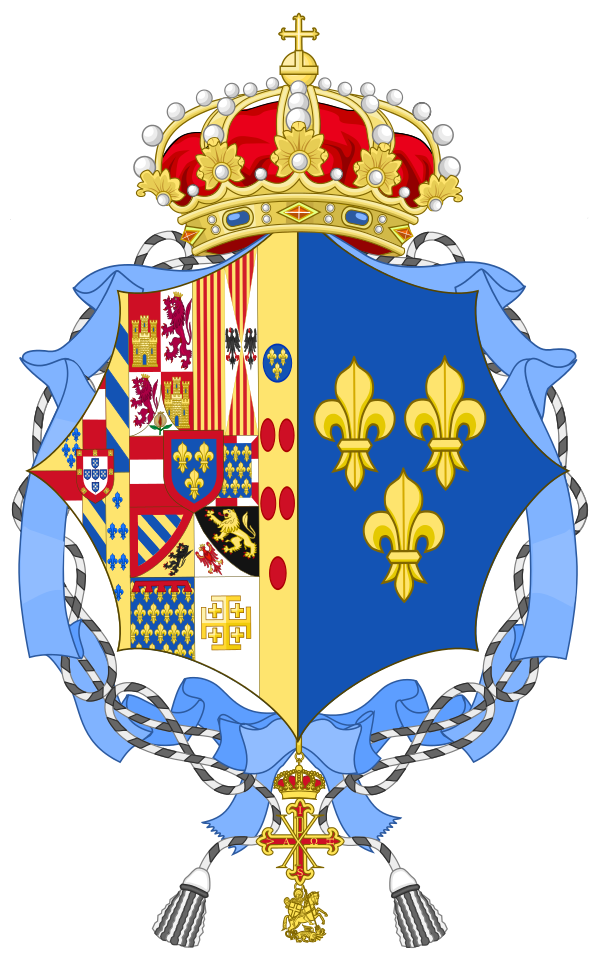
カラブリア公爵夫人アンヌの紋章